# 植田板金店
株式会社植田板金店（うえだばんきんてん）は、岡山県岡山市中区藤崎に本拠を置く、建設会社。主に建築板金工事、屋根工事などを行う。
特にグッドデザイン賞を受賞した小屋事業のブランド「小屋やさん」で知られる。

## 概要
1976年（昭和51年)1月、岡山市南区飽浦にて植田誠貴男が創業。一般住宅の屋根や外壁、雨樋工事、リフォームをなど手掛け、事業拡大。延べ87,000棟を超える施工実績を持つ。2017年（平成29年） 1月には、小屋事業部を設置し、小屋事業に参入。隈研吾とのコラボレーションも含む「小屋やさん」のブランドの、4tトラックが入れる場所ならどこでも設置可能な「小屋」シリーズがヒット商品となり、グッドデザイン賞、岡山イノベーションコンテスト2017でイノベーション部門の大賞を受賞。岡山市内に国内最大の小屋展示場『小屋の森』を運営。
2010年の植田博幸の社長就任以来、12年連続増収を成し遂げ、2021年度には売上げを17.4億円まで伸ばし約3倍化を達成。150社の住宅会社からの工事を引き受ける一方で、「小屋」販売というユニークな新事業で業績を拡大。6帖を基本に様々なオプションやカスタマイズが可能で、住宅と同品質の同社の小屋は、2021年11月現在、小屋事業では日本国内でトップシェアを持つ。
2017年、第1回岡山イノベーションコンテストで大賞を獲得。2018年には、地域活性化支援制度「エリアサポート」で岡山市長賞を受賞。
2021年1月20日、Yahoo!アクセスランキング全国1位を獲得。

## 沿革
- 1976年（昭和51年)  - 1月5日、岡山市南区飽浦1501番地の5にて植田誠貴男が創業。
- 1977年(昭和52年) - 12月1日、法人化。有限会社植田板金店を設立（資本金400万円）。
- 1981年(昭和56年) - 4月15日、岡山市中区藤崎673番地に本店移転。資本金800万円に増資。
- 1992年（平成4年） 
  - 3月5日、株式会社植田板金店に組織変更。資本金1,000万円に増資。
  - 9月19日、資本金2,000万円に増資。
- 1995年（平成7年） - 新社屋完成。関連会社ハウジングウエア株式会社を設立。
- 1997年（平成9年） - 3月1日、資本金3,000万円に増資。
- 2010年（平成22年） - 1月5日、植田博幸が代表取締役に就任。
- 2011年（平成23年）
  - 北関東、東北支店開設（現 仙台支店）。
  - 11月16日、建築課設置。
- 2016年（平成28年） 
  - 安全衛生・施工品質管理部設置。
  - 6月1日、外装建材部設置。
- 2017年（平成29年） 
  - 1月5日、小屋事業部設置。
  - 6月1日、小屋やさん展示場『小屋の森』オープン。
  - 12月23日、小屋やさん展示場『江崎無人展示場』オープン。
- 2018年（平成30年） 
  - 1月5日、小屋やさん展示場『丸亀無人展示場』オープン。
  - 4月1日、小屋やさん小屋工場開設。
  - 6月、隈研吾デザインによるスモールハウス「小屋のワ」発売[18]。
- 2019年（令和元年） - 7月1日、特販課設置。
- 2020年（令和2年） 
  - 7月1日、経営企画課設置。
  - 9月1日、大阪支店開設。
  - 12月1日、遮熱事業開始。
- 2021年（令和3年）
  - 1月7日、街の屋根やさん 岡山倉敷店開始(ハウジングウエア株式会社)。
  - 3月7日、街の屋根やさん 仙台店開始。
  - 10月23日、小屋やさん展示場『プレステージ城東』オープン。
  - 11月11日、小屋やさん展示場『大阪豊中無人展示場』オープン。
- 2022年（令和4年）
  - 1月7日、小屋やさん展示場『京都宇治展示場』オープン[19]。
  - 2月25日、自社ブランド「遮熱やさん」、「屋根やさん」開始。
  - 6月21日、隈研吾コラボ第2弾CLT小屋「木庵」発売[20]。

## 受賞歴
- 2017年11月4日 - 岡山イノベーションコンテスト2017 イノベーション部門大賞
- 2018年3月13日 - 平成29年度おかやましんきん地域活性化制度 エリアサポート 岡山市長賞。
- 2018年6月3日 - 第26回中国地域ニュービジネス大賞　特別賞
- 2018年9月5日 - 第4回東京インターナショナル・ギフトショーLIFE×DESIGNアワード ベストコンセプト賞
- 2018年9月12日 - 第14回岡山県しんきん合同ビジネス交流会ビジネスコンテスト 最優秀賞
- 2018年10月3日 - GOOD DESIGN AWARD2018グッドデザイン賞「小屋のワ」
- 2021年12月7日 - 日本テレビ ヒルナンデス！ 出店お役立ちアワード[21]
- 2021年12月22日 - はばたく中小企業・小規模事業者300社

## 所在地

### 本社
- 岡山県岡山市中区藤崎673番地

### 支店
- 大阪支店 - 大阪府豊中市名神口1-2-19
- 仙台支店 - 宮城県仙台市太白区中田町前沖58番地

### 展示場
- 小屋やさん展示場「小屋の森」 - 岡山県岡山市南区古新田1264
- プレステージ城東展示場 - 岡山県岡山市中区下126-1
- 江崎無人展示場 - 岡山県岡山市中区江崎80-1
- 丸亀無人展示場 - 香川県丸亀市飯山町下法軍寺549-1
- 大阪豊中展示場（植田板金店大阪支店） - 大阪府豊中市名神口1-2-19
- 京都宇治展示場 - （まるかさ(株)ショールーム）京都府宇治市宇治半白58-1
- 小屋やさんの小屋工場 - 岡山県岡山市南区米倉37-3

### 関連会社
- ハウジングウエア株式会社 - 岡山県岡山市中区藤崎671-1

以上出典

## メディア出演
- NHK『ニュース シブ5時』（2018年10月11日）
- TBSテレビ『あさチャン!』（2021年1月25日）
- 日本テレビ『Oha!4 NEWS LIVE』（2021年2月2日）
- TBSテレビ『Nスタ』（2021年2月25日）
- 日本テレビ『news every.』（2021年2月25日）
- フジテレビ『めざましテレビ』（2021年2月25日）（2021年12月7日）
- 日本テレビ『ヒルナンデス!』（2021年3月16日）
- テレビ東京『ワールドビジネスサテライト』（2021年6月2日）
- 日本テレビ『ヒルナンデス!』（2021年12月7日）

公式サイトの記述を参照した。

## 提供番組
- めざましテレビ（岡山ローカル､OHK岡山放送）